# فريدريك ويلهلم هاغن
فريدريك ويلهلم هاغن (بالألمانية: Friedrich Wilhelm Hagen junior)‏ هو طبيب نفسي ألماني، ولد في 16 يونيو 1814 في ديتيرسهايم في ألمانيا، وتوفي في 13 يونيو 1888 في إرلنغن في ألمانيا.